# Delta Columbae
Delta Columbae is de op twee na helderste ster in het sterrenbeeld Duif. De ster is te zien vanuit de Benelux.